# Hausener Wand
Die Hausener Wand ist eine Felswand an einem 250 Meter über die Talsohle ragenden „Auslieger“ im Oberen Filstal östlich der zu Bad Überkingen gehörenden Ortschaft Hausen an der Fils. 

## Geschichte und Geologie
Die Hausener Wand entstand vermutlich am Ende der letzten Eiszeit durch einen Bergrutsch. Am Fuß der Wand sind noch heute die abgerutschten Gesteins- und Geröllmassen zu sehen.
Die Abrisswand gewährt einen Einblick in den Aufbau des Weißjura. Der Tübinger Geologe Friedrich August von Quenstedt bezeichnete sie als „geologisches Fenster“. Zu Zeiten des Jurameeres war sie Teil eines riesigen Riffs.
Gut sichtbar ist an der Wand die Wechselfolge der Kalksteine und Mergel im Weißjura Gamma sowie das Einsetzen der Verschwammung im Weißjura Delta. Im unteren Bereich sind noch Schichten des Weißjura Alpha erkennbar.
Am Rande der Hausener Wand ist der Aufstieg auf eine Aussichtsplattform möglich, von der ein Blick über Hausen an der Fils und das Obere Filstal gegeben ist.

## Schutzgebiete
Im Jahr 1971 wurde die Hausener Wand unter Naturschutz gestellt, das Schutzgebiet umfasst 77,6 Hektar. Das ergänzende Landschaftsschutzgebiet hat eine Größe von 16 Hektar. Ein Teil des Gebietes zählt auch zum länderübergreifenden Schutzgebietssystem Natura 2000.
Die Felswand ist außerdem unter dem Namen Hausener Wand E oberhalb von Hausen an der Fils als Geotop geschützt.

## Galerie

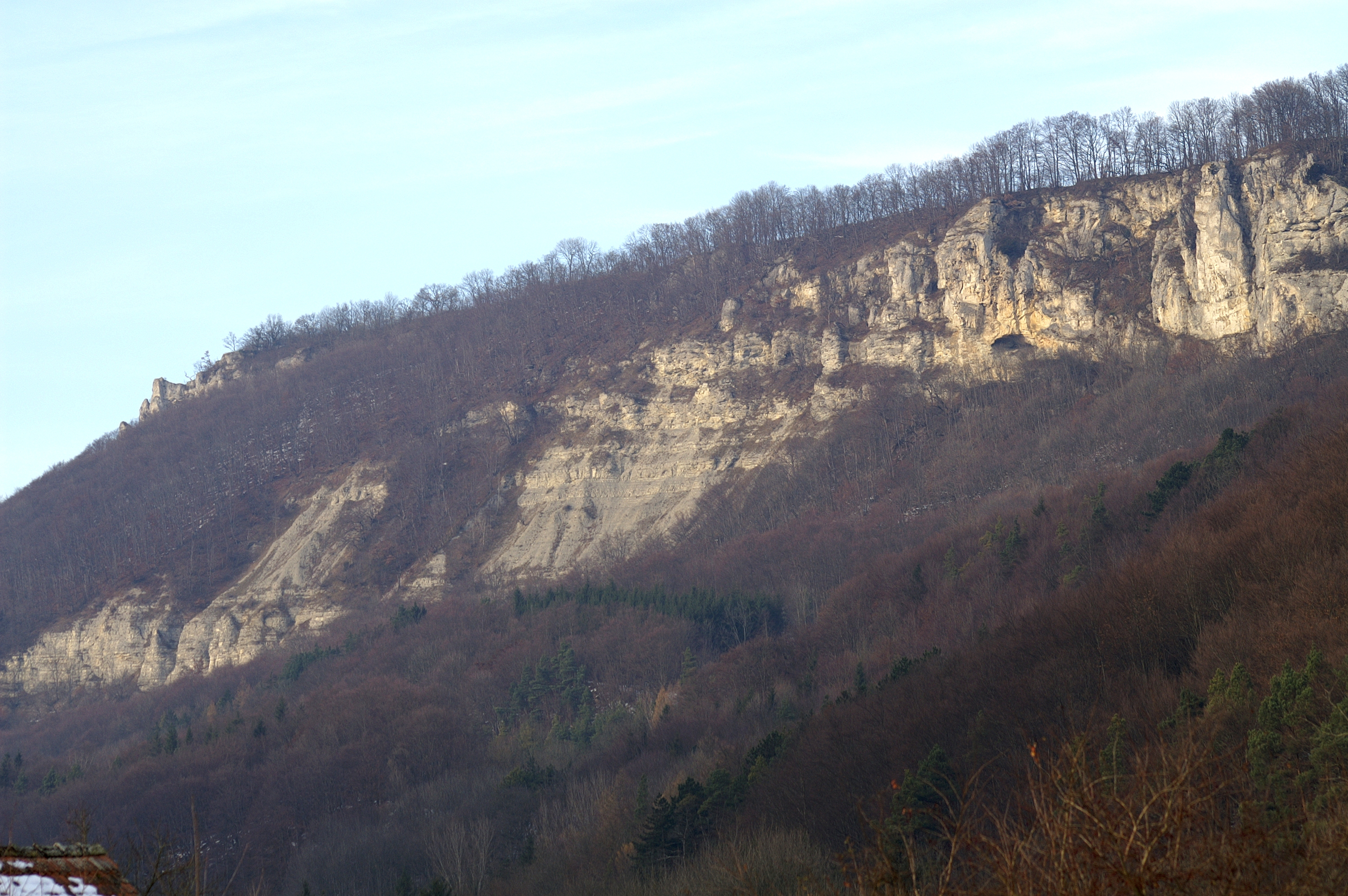
Blick vom Wasserwerk Bad Überkingen
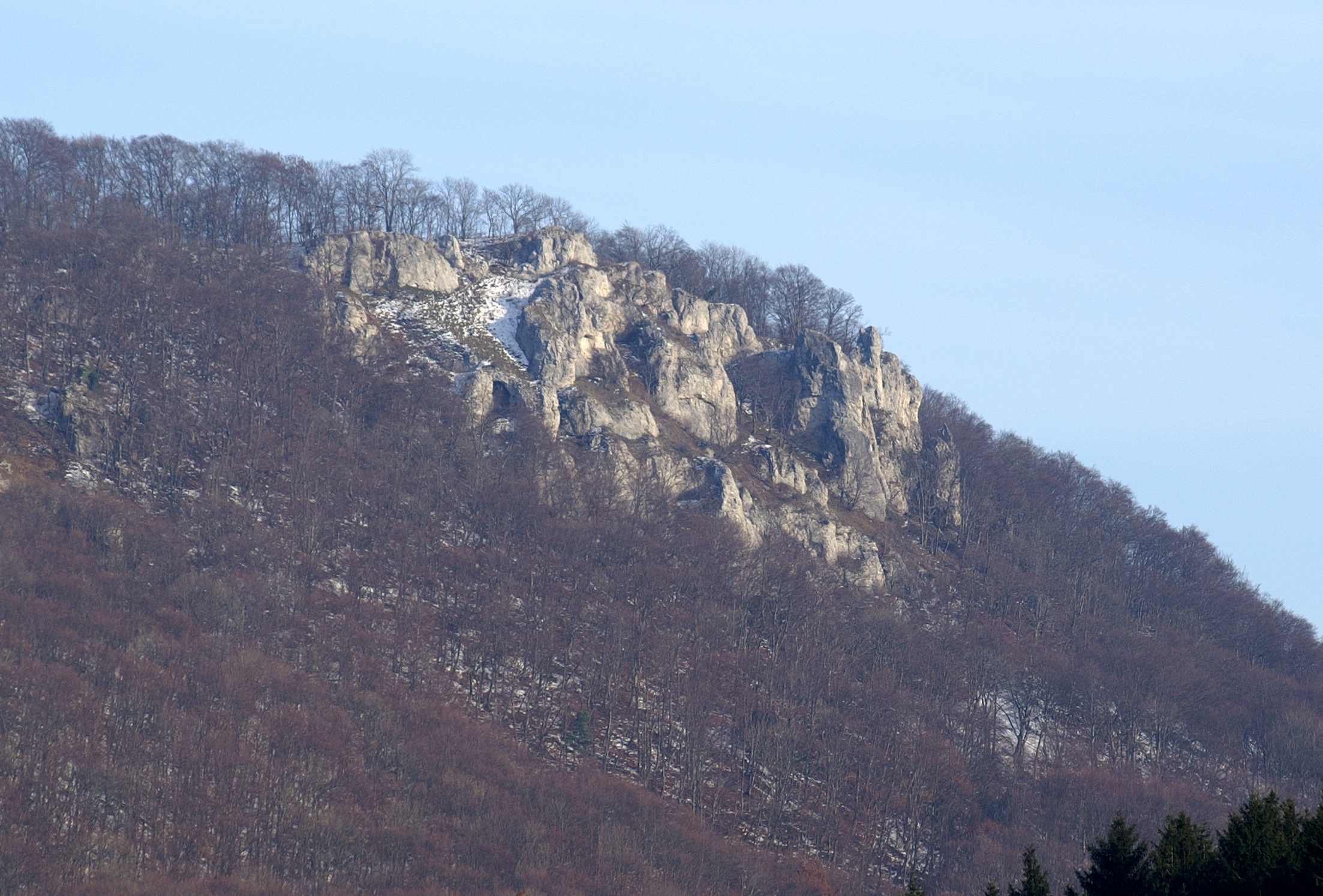
Östliche Felsformation
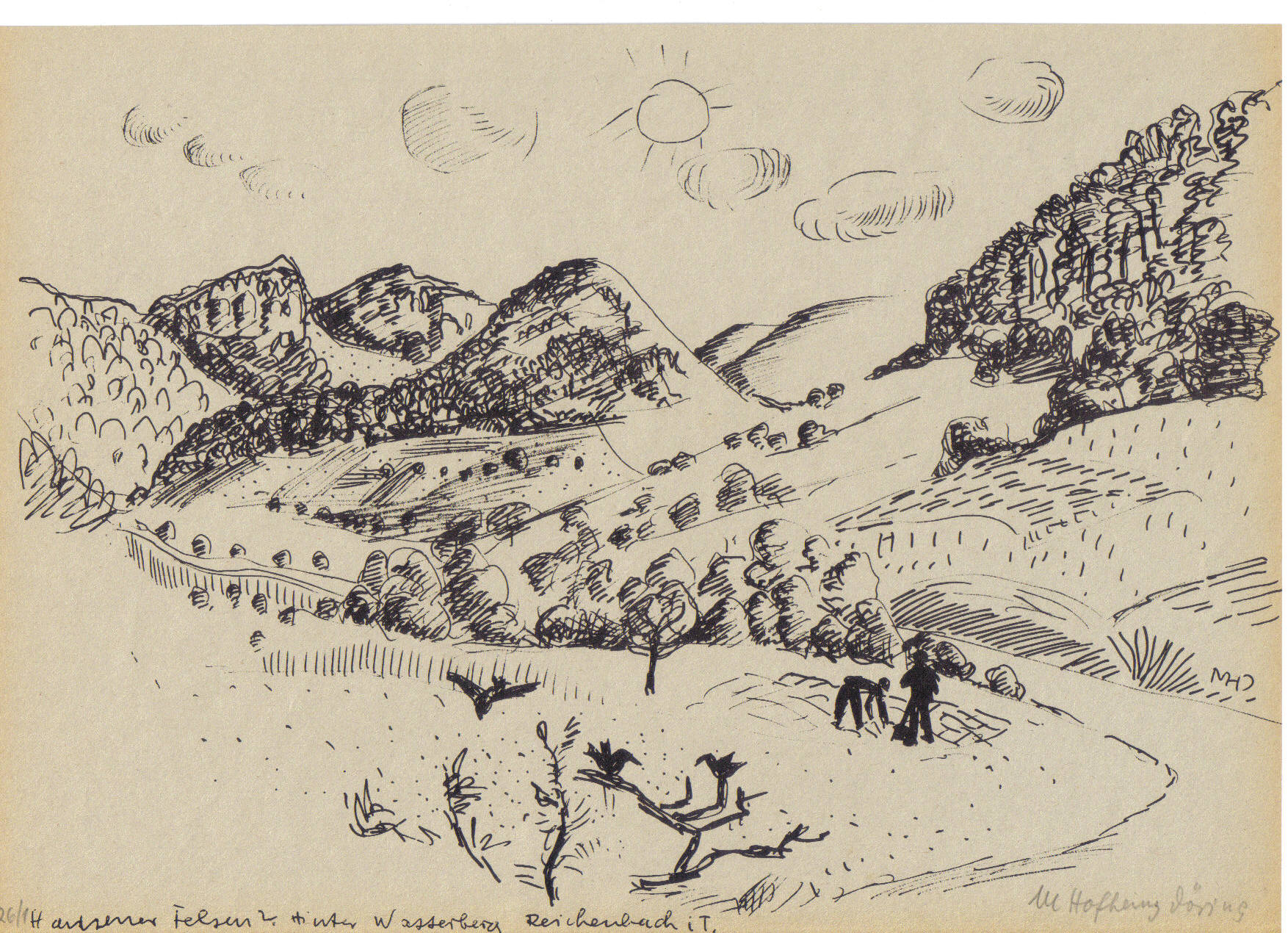
Hausener Felsen, Zeichnung von Margret Hofheinz-Döring